# ポリッシュプレセデント
ポリッシュプレセデント (Polish Precedent) はアメリカ合衆国生まれの競走馬および種牡馬。ポリッシュプレシデントと表記されることもある。馬名は英語で「ポーランドの先例、判例」を意味している。

## 経歴

### 競走馬時代
1988年に2歳で競走馬デビューし、デビュー戦では9着だった。3歳となった1989年の初戦で初勝利を挙げると、その後G3の3連勝を含む5連勝を達成した。そして5連勝で挑んだジャックルマロワ賞も制してG1競走初勝利を挙げた。続くムーランドロンシャン賞
も制し、G1競走2連勝を含むこの年7連勝を達成した。しかし初の遠征となったアスコット競馬場でのクイーンエリザベス2世ステークスではジルザルに敗れ2着となり連勝がストップし、このレースを最後に競走馬を引退した。

### 種牡馬時代
1990年より種牡馬としてダルハムホールスタッドで繋養された。ジャパンカップなどG1競走を6勝したピルサドスキーやチャンピオンステークスなどを制したラクティなどを輩出し、それらの馬は後継種牡馬となり血脈を残すことに成功した。日本にも産駒が輸入され、ヒューマが2004年の根岸ステークスで2着となっている。2005年6月21日に疝痛のため19歳で死亡した。

## 年度別競走成績
- 1988年 1戦0勝
- 1989年 7戦6勝
  - 1着 パレロワイヤル賞 (G3) 、ジョンシェール賞 (G3) 、メシドール賞 (G3) 、ジャックルマロワ賞 (G1) 、ムーランドロンシャン賞 (G1)
  - 2着 クイーンエリザベス2世ステークス (G1)

## 主な産駒
- Pilsudski / ピルサドスキー（ジャパンカップなどG1競走を6勝、種牡馬）
- Pure Grain / ピュアグレイン（アイルランドオークス、ヨークシャーオークス）
- Rakti / ラクティ（イタリアダービーなどG1競走6勝、種牡馬）
- Court Masterpiece / コートマスターピース（フォレ賞、サセックスステークス）
- Polish Summer / ポリッシュサマー（ドバイシーマクラシック）

## ブルードメアサイアーとしての主な産駒
- ファイングレイン（高松宮記念）
- Dan Excel / ダンエクセル（チャンピオンズマイル）

## 血統表
| ポリッシュプレセデントの血統（ダンジグ系 / アウトブリード） | ポリッシュプレセデントの血統（ダンジグ系 / アウトブリード） | ポリッシュプレセデントの血統（ダンジグ系 / アウトブリード） | （血統表の出典）    | （血統表の出典） |
| 父 Danzig 1977 鹿毛                                         | 父の父Northern Dancer 1961 鹿毛                             | Nearctic                                                    | Nearco              | Nearco           |
| 父 Danzig 1977 鹿毛                                         | 父の父Northern Dancer 1961 鹿毛                             | Nearctic                                                    | Lady Angela         |                  |
| 父 Danzig 1977 鹿毛                                         | 父の父Northern Dancer 1961 鹿毛                             | Natalma                                                     | Native Dancer       | Native Dancer    |
| 父 Danzig 1977 鹿毛                                         | 父の父Northern Dancer 1961 鹿毛                             | Natalma                                                     | Almahmoud           |                  |
| 父 Danzig 1977 鹿毛                                         | 父の母Pas de Nom 1968 黒鹿毛                                | Admiral's Voyage                                            | Crafty Admiral      | Crafty Admiral   |
| 父 Danzig 1977 鹿毛                                         | 父の母Pas de Nom 1968 黒鹿毛                                | Admiral's Voyage                                            | Olympia Lou         |                  |
| 父 Danzig 1977 鹿毛                                         | 父の母Pas de Nom 1968 黒鹿毛                                | Petitioner                                                  | Petition            | Petition         |
| 父 Danzig 1977 鹿毛                                         | 父の母Pas de Nom 1968 黒鹿毛                                | Petitioner                                                  | Steady Aim          |                  |
| 母 Past Example 1976 栗毛                                   | 母の父Buckpasser 1963 鹿毛                                  | Tom Fool                                                    | Menow               | Menow            |
| 母 Past Example 1976 栗毛                                   | 母の父Buckpasser 1963 鹿毛                                  | Tom Fool                                                    | Gaga                |                  |
| 母 Past Example 1976 栗毛                                   | 母の父Buckpasser 1963 鹿毛                                  | Busanda                                                     | War Admiral         | War Admiral      |
| 母 Past Example 1976 栗毛                                   | 母の父Buckpasser 1963 鹿毛                                  | Busanda                                                     | Businesslike        |                  |
| 母 Past Example 1976 栗毛                                   | 母の母Bold Example 1969                                     | Bold Lad (IRE)                                              | Bold Ruler          | Bold Ruler       |
| 母 Past Example 1976 栗毛                                   | 母の母Bold Example 1969                                     | Bold Lad (IRE)                                              | Misty Morn          |                  |
| 母 Past Example 1976 栗毛                                   | 母の母Bold Example 1969                                     | Lady Be Good                                                | Better Self         | Better Self      |
| 母 Past Example 1976 栗毛                                   | 母の母Bold Example 1969                                     | Lady Be Good                                                | Past Eight F-No.8-h |                  |